# Protocelti
Per Protocelti  si intendono popolazioni di lingua protoceltica (ricostruita, molto ipoteticamente, sulla base di metodi comparativi di storia linguistica), stanziatesi in Europa Occidentale nell'area sia mediterranea che atlantica. 
La loro cultura, scaturita da quella di Hallstatt, accomuna le genti galliche, lepontiche, celtiberiche e britanniche. Dai Protocelti si sono evolute tutte le culture celtiche propriamente dette.

## Origini
Alcuni studiosi considerano già come protocelti le popolazioni della cultura del vaso campaniforme e dei campi di urne. Convenzionalmente i protocelti vengono però indicati nei portatori della Cultura di Hallstatt, una civiltà che mostra già le prime caratteristiche culturali che poi saranno proprie della cultura celtica classica. Il nome deriva da un importante sito archeologico austriaco distante una cinquantina di chilometri da Salisburgo. La cultura di Hallstatt, dominata da una classe di guerrieri ma con base agricola, era inserita in una rete commerciale piuttosto ampia che coinvolgeva le culture elleniche, le culture mediorientali e gli Sciti. È in questa civiltà dell'Europa centro-occidentale che si sviluppa dalla cultura protoceltica, senza soluzione di continuità, la cultura celtica propriamente detta, nota in ambito archeologico come Cultura di La Tène, citata per la prima volta dagli autori greci del VI e del V secolo a.C., Ecateo di Mileto ed Erodoto.

## Lingua
La loro lingua, anche chiamata celtico comune, è derivata dal protoindoeuropeo ed è la lingua progenitrice di tutte le lingue celtiche.
La fonologia e la morfologia della lingua sono note specialmente per la sua variante continentale, ma le evidenze sono pervenute in quantità troppo ridotta per poterne tracciare una sintassi corretta.

## Religione
La loro religione è contraddistinta da tratti comuni a tutte le successive culture europee, i prodromi di una religione e cosmogonia celtica traggono la loro sorgente dalle antichissime divinità protoceltiche.